# Старомусино (Мелеузівський район)
Старому́сино (рос. Старомусино, башк. Иҫке Муса) — присілок у складі Мелеузівського району Башкортостану, Росія. Входить до складу Первомайської сільської ради.
Населення — 66 осіб (2010; 52 в 2002).
Національний склад:
- башкири — 83%